# 대한민국의 중학교
대한민국의 중학교(中學校)는 대한민국의 교육 과정에서 고등학교와 함께 중등교육과정의 하나이다. 중학교 과정은 총 3년으로 이루어지며, 초등학교에서 받은 교육을 기반으로 더욱 심층적인 교육을 하는 것을 목적으로 하며, 초등학교를 졸업한 자나 법령에 의해 동일한 학력이 인정되는 자를 대상으로 한다. 중학교 과정은 초등학교와 더불어 의무교육기간으로 대한민국의 모든 국민은 초등학교 과정과 함께 중학교 교육을 받을 의무를 지닌다.
중학교 외에, 중학교 교과과정을 제대로 이수하지 못한 성인에게 중등교육이나 직업교육을 이수하도록 하는 고등공민학교가 있다. 수업 연한은 1 ~ 3년이며 초등학교나 공민학교를 졸업한 자, 또는 법령에 의해 동등한 자격이 있다고 인정되는 자를 그 대상으로 한다.

## 개요
2009년 기준 중학교 수는 총 3,106개 교로 국립 9개 교, 공립 2,447개 교, 사립 650개 교이며, 남학교가 418개 교, 여학교가 373개 교, 남녀공학이 2,315개 교이다. 58,396학급에 2,006,972명이 재학하고 있으며, 이중 남학생이 1,063,741명으로 53%를 차지하고 있고 여학생은 47%인 943,231명이다.
한편 중학교의 총 교원수는 2009년 현재 109,075명이며, 설립별 교원수를 보면 국립학교 교원은 387명, 공립학교 교원은 89,036명으로서 국공립학교 교원은 전체의 81.98%이고, 사립학교의 교원은 19.02%인 19,652명이다. 남녀별 교원수는 남자 교원이 34.82%인 37,984명이고 여자 교원이 65.18%인 71,091명으로 여자가 훨씬 많다.
학생수별 학교수는 학생수 300명이 채 안 되는 소규모 학교가 전체의 32.65%인 1,014개 교이고, 600명 이하인 학교가 45.01%인 1,398개 교이다. 반면 학생수가 1,500명 이상인 대규모 학교는 전체의 2.70%인 84개 교로 나타나 학교의 교육여건이 개선되고, 학교 규모가 축소되었음을 보여주고 있다. 일부 중학교는 불건전한 이성 교제를 막기 위해 남녀 분반 제도를 시행한다.
교육법시행령에서는 주임교사제도를 설치하여
1. 3∼8학급의 학교에는 교무주임교사 1명
2. 9∼11학급의 학교에는 교무주임 및 교사 및 학생주임교사 각 1명
3. 12∼17학급의 학교에는 교무주임교사·연구주임교사·학생주임교사·국민윤리주임교사·새마을주임교사·과학주임교사·체육주임교사 및 교도주임교사 각 1명과 학년마다 주임교사 각 1명
4. 2학급 이하의 분교장에는 분교주임교사 1명을 둘 수 있되 11학급 이하의 학교에서도 교육부장관이 지정하는 연구학교의 경우에는 연구주임교사, 체육중학교의 경우에는 체육주임교사 각 1명

둘 수 있다고 규정하고 있다.
| #      | 학교수 | 학급수 | 학생수    | 교원수  |
| ------ | ------ | ------ | --------- | ------- |
| 1990년 | 2,474  | 45,310 | 2,275,751 | 89,719  |
| 1991년 | 2,498  | 45,729 | 2,232,330 | 92,348  |
| 1992년 | 2,539  | 48,042 | 2,336,284 | 95,330  |
| 1993년 | 2,590  | 49,644 | 2,410,874 | 97,131  |
| 1994년 | 2,645  | 51,328 | 2,508,657 | 99,775  |
| 1995년 | 2,683  | 51,523 | 2,481,848 | 99,931  |
| 1996년 | 2,705  | 51,198 | 2,379,983 | 99,928  |
| 1997년 | 2,720  | 49,956 | 2,180,283 | 97,931  |
| 1998년 | 2,736  | 49,259 | 2,011,486 | 96,016  |
| 1999년 | 2,741  | 48,713 | 1,896,956 | 93,244  |
| 2000년 | 2,731  | 48,946 | 1,860,539 | 92,589  |
| 2001년 | 2,770  | 49,120 | 1,831,152 | 93,385  |
| 2002년 | 2,809  | 50,196 | 1,841,030 | 95,283  |
| 2003년 | 2,850  | 53,308 | 1,854,641 | 99,717  |
| 2004년 | 2,888  | 55,102 | 1,933,543 | 101,719 |
| 2005년 | 2,935  | 56,968 | 2,010,704 | 103,835 |
| 2006년 | 2,999  | 58,771 | 2,075,311 | 106,919 |
| 2007년 | 3,032  | 58,950 | 2,063,159 | 107,986 |
| 2008년 | 3,077  | 58,804 | 2,038,611 | 108,700 |
| 2009년 | 3,106  | 58,396 | 2,006,972 | 109,075 |
| 2010년 | 3,130  | 58,373 | 1,974,798 | 108,781 |
| 2011년 | 3,153  | 57,830 | 1,910,572 | 110,658 |

| 연도   | 대상 학년 | 지역(리·동) | 학생수  |
| ------ | --------- | ----------- | ------- |
| 1985년 | 1학년     | 1,901       | 62,000  |
| 1986년 | 전학년    | 2,425       | 249,000 |
| 1987년 | 전학년    | 2,425       | 250,000 |
| 1988년 | 전학년    | 2,425       | 228,000 |
| 1989년 | 전학년    | 2,623       | 223,000 |
| 1990년 | 전학년    | 2,623       | 190,000 |

### 의무 교육
세계 각국은 교육기회의 확대와 질적 개선을 위해 경쟁적인 노력을 기울이고 있으며, 의무교육의 연장은 공통적인 과제이자 현상이다. 서양과 동양에서도 중학교를 의무교육으로 실시하였는데, 일본이 1947년에, 대만이 1967년(전면실시는 1969년)에 실시하였다.
대한민국은 1984년 8월 법제상으로 중학교 의무교육제도를 도입하였으나 교육재정형편상 1985년 3월 도서·벽지지역 신입생에 적용한 이후 1986년에는 같은 지역의 전학년으로만 확대 실시했다. 1994년 현재 중학교 의무교육은 도서벽지와 군지역 전학년 505,000명에게 실시되었으며, 2002년 신입생부터 단계적으로 적용되어 2004년에는 3학년까지 확대되었다.
| 국가   | 국가                   | 의무교육연한 | 학령 |
| ------ | ---------------------- | ------------ | ---- |
| 유럽형 | 영국                   | 11           | 5-16 |
| 유럽형 | 프랑스                 | 10           | 6-16 |
| 유럽형 | 일본                   | 9            | 6-15 |
| 미국형 | 미국                   | 12           | 6-17 |
| 미국형 | 舊 서독                | 9            | 6-15 |
| 미국형 | 대만                   | 9            | 6-15 |
| 공산권 | 舊 소련                | 10           | 7-17 |
| 공산권 | 舊 동독                | 10           | 6-16 |
| 공산권 | 조선민주주의인민공화국 | 11           | 5-15 |

## 역사
대한민국 건국 이전에 1899년 4월 4일 칙령 제11호 "중학교관제"가 공포되었다. 1900년 10월 3일 중학교 개교 기념일에서 당시는 중학교라고 불렀다.
대한민국에서 중학교는 1949년 공포된 교육법에 의해 6·3·3·4학제 중 첫 번째 3년에 드는 교육의 단계로 시작되었다. 그러나 본격적으로 중학교 교육이 실시된 것은 1960년대부터이며, 1968년에 중학교 무시험제도가 실시되면서 입학제도가 폐지되었다. 입학제도의 폐지에는 국민교육이념 말고도 무즙 파동이나 창칼 파동 등 과열된 입시문제도 기여하였다.
이후 1985년에는 도서 · 벽지 지역을 대상으로 무상 의무교육제가 실시되었으며 1994년에는 읍 · 면 지역에, 2004년에는 모든 지역에 실시되었다.

### 개설 목적
광복 이후 나타난 각급 학교의 양적·질적인 증가와 취학률·교육인구의 급격한 변화는 한마디로 교육의 대중화·균등화·대량화 현상이라고 할 수 있다. 초등교육에서 고등교육까지의 전반에 걸쳐 나타난 이러한 현상은 특히 중등·고등교육에서 뚜렷했으며 여러 가지 요인들이 작용했지만 중요한 것으로 몇 가지를 들 수 있다.

#### 의무교육제도
1949년 12월 교육법 제정·공포시에 초등학교 의무교육제도가 채택·시행됨으로써 중학교 교육의 보편화라는 상향적 파급현상이 야기되었고 중학교 교육의 보편화는 고등학교 교육의 보편화로 확대되었는 바, 재정형편으로 전면실시가 유보되고는 있지만 1984년 8월 중학교 의무교육제도가 법제화된 것 또한 중등교육 대중화 현상의 반영이라고 할 수 있다. 물론 초등학교 졸업자가 100% 진학하는 것도 아니고 중학교 졸업자의 경우 그러한 현상이 더욱 뚜렷해지지만 교육을 받음으로써 교육의 필요를 인식하게 되고 자극을 받게 된다는 사실을 볼 때 의무교육의 실시확대가 야기시키는 영향은 지대한 것이다.  또한 1969년부터 시행된 중학교 무시험 진학제도와 1974년부터 시행된 고등학교 연합고사 실시 등 중등교육 입시제도의 개혁도 진학률의 급속한 신장에 상당한 영향을 미쳤다. 고등학교 연합고사의 실시와 학군단위의 추첨·배정제는 입시위주의 기형적인 중학교교육을 정상화하고 과외 등 학생·학부모의 심리적·경제적 부담감을 완화시키는 긍정적인 효과도 크나 한편으로는 국민의 권리나 사학의 자주성 침해라는 비판적 시각도 컸다.

#### 사회의 영향
한국 사회의 뿌리깊은 교육열과 경제성장에 따른 소득수준의 향상이라고 할 수 있다. 한국인은 전통적으로 교육에 대한 관심이 높은데, 이는 교육의 양이 삶의 질을 결정하며 교육의 기회란 사회적 복리의 수혜라는 관념이 지배적이었기 때문이다. 다시 말하면 학교교육의 정도가 사회계층 이동의 가장 중요한 요인이라는 인식으로 상급의 교육이란 유리한 사회적·경제적 지위를 보장해 주는 자격이라는 인식이 교육의 양적 팽창을 가져온 제1의 요인이라 여겨진다.  이는 과거 한국사회에 있어 교육이 신분적 요소를 짙게 내포하고 있었기 때문으로 자신의 과거를 자식에게 물려주지 않겠다는 의미도 있지만 다른 한편으로는 보상심리 또한 강했기 때문이다. 이러한 교육열은 1960년대 이후 경제성장의 결과로 소득수준이 향상되면서 기초적 배경이 갖추어지자 급격히 발산되었는데, 이러한 경향은 언제나 과열화·탈선화의 소지를 지니고 있다.

#### 산업화의 영향
경제발전에 따른 산업화의 과정에서 전문적인 지식·기능·기술을 가진 인력에 대한 수요가 증가해 왔다는 것이다. 산업구조의 고도화는 생산직에서조차 중등교육 이상의 체계적인 지식과 전문적인 기술·기능을 요구하게 되었고 그 결과 상급의 교육은 사회·경제적으로 유리한 취업조건이 되어 교육의 양적·질적 증대를 초래하였다. 또, 전체인구의 증가를 들 수 있다. 인구의 증가 자체는 취학률과 무관하지만 교육인구의 절대수를 증가시키는 직접적인 요인이며 따라서 교육의 양적 증대를 유발하는 절대적 요인이 된다.  교육의 양적·질적 증대는 다소의 문제는 있으나 지극히 바람직한 것이다. 그러나 한국의 교육은 교육재정·교육환경면에서,  그리고 구조적으로 많은 문제를 안고 있다. 단적으로 3년의 중등교육 의무교육제도를 채택하였으면서도 일부 실시할 수밖에 없는 까닭이 그것이며, 일반계 고등학교의 지나친 비대와 직업교육의 부재로 재수생이 증가하고 취업난을 빚고 있는 현상이 그것이다.

## 수업
중학교의 학년도는 3월 2일부터 익년 2월 28일까지이다. 수업 운영은 주간제나 전일제가 원칙이지만 법령이나 학칙에서 정하는 바에 따라 야간수업이나 계절수업, 시간제수업이나 방송통신제 수업이 가능하다. 또한 45분 동안 수업하며 기후 · 계절적 요인에 따라 조절할 수 있도록 하고 있다.

### 교육과정
중학교의 교육과정은 초등학교 1학년부터 중학교 3학년까지 9년간으로 설정된 '국민공통기본교육과정'에 속하여 일반적으로 대부분의 학생이 동일한 교육과정으로 수업을 받는다.

## 지역별 중학교
| - 강원 - 경기 - 경남 - 경북 - 광주 | - 대구 - 대전 - 부산 - 서울 - 울산 | - 인천 - 전남 - 전북 - 제주 - 충남 | - 충북 - 세종 |

## 같이 보기
- 중학교
- 대한민국의 중학교 교과목
- 대한민국의 초등학교
- 대한민국의 고등학교
- 대한민국의 대학